# Saint-Lary-Soulan
Saint-Lary-Soulan település Franciaországban, Hautes-Pyrénées megyében. Lakosainak száma 837 fő (2022. január 1.). Saint-Lary-Soulan Aulon, Aragnouet, Azet, Cadeilhan-Trachère, Ens, Génos, Sailhan, Tramezaïgues, Vielle-Aure, Vignec, Barèges és Bielsa községekkel határos.

## Népesség
A település népessége az elmúlt években az alábbi módon változott:
| Lakosok száma | 892  | 854  | 867  | 835  | 851  | 844  | 838  | 839  | 837  |
|               | 2013 | 2015 | 2016 | 2017 | 2018 | 2019 | 2020 | 2021 | 2022 |